# 알리시아 보라체로
알리시아 보라체로(Alicia Borrachero, 1968년 2월 14일 ~ )는 스페인의 배우이다. 드라마 《스패니쉬 프린세스》의 이사벨 1세 여왕 역으로 유명하다.

## 출연 작품
- 나니아 연대기 - 캐스피언 왕자 (2008)
- 콜레라 시대의 사랑 (2007)
- 돈키호테 (2000)
- 킬러 텅 (1996)
- 마누라 죽이기 (1992)